# La Grande Roue
La Grande Roue  is een reuzenrad in het familiepretpark Walibi Holland in Biddinghuizen. 

## Algemeen
De attractie is in 2000 gebouwd door Vekoma in opdracht van Six Flags. Het rad is 45 meter hoog en heeft 40 gondels. Tijdens evenementen is de attractie regelmatig decor voor vuurwerk- en lichtshows, zoals tijdens de Halloween Fright Nights. 
La Grande Roue is gelegen in het themagebied Main Street.

## Geschiedenis
In de winter van 2014-2015 onderging het reuzenrad een ingrijpende renovatie. Hiervoor werd de attractie volledig afgebroken en naar een revisiebedrijf getransporteerd. Daar werden de onderdelen opgeknapt en in een nieuwe kleur gespoten. Het uiterlijk veranderde van groen, rood en geel naar blauw en wit.

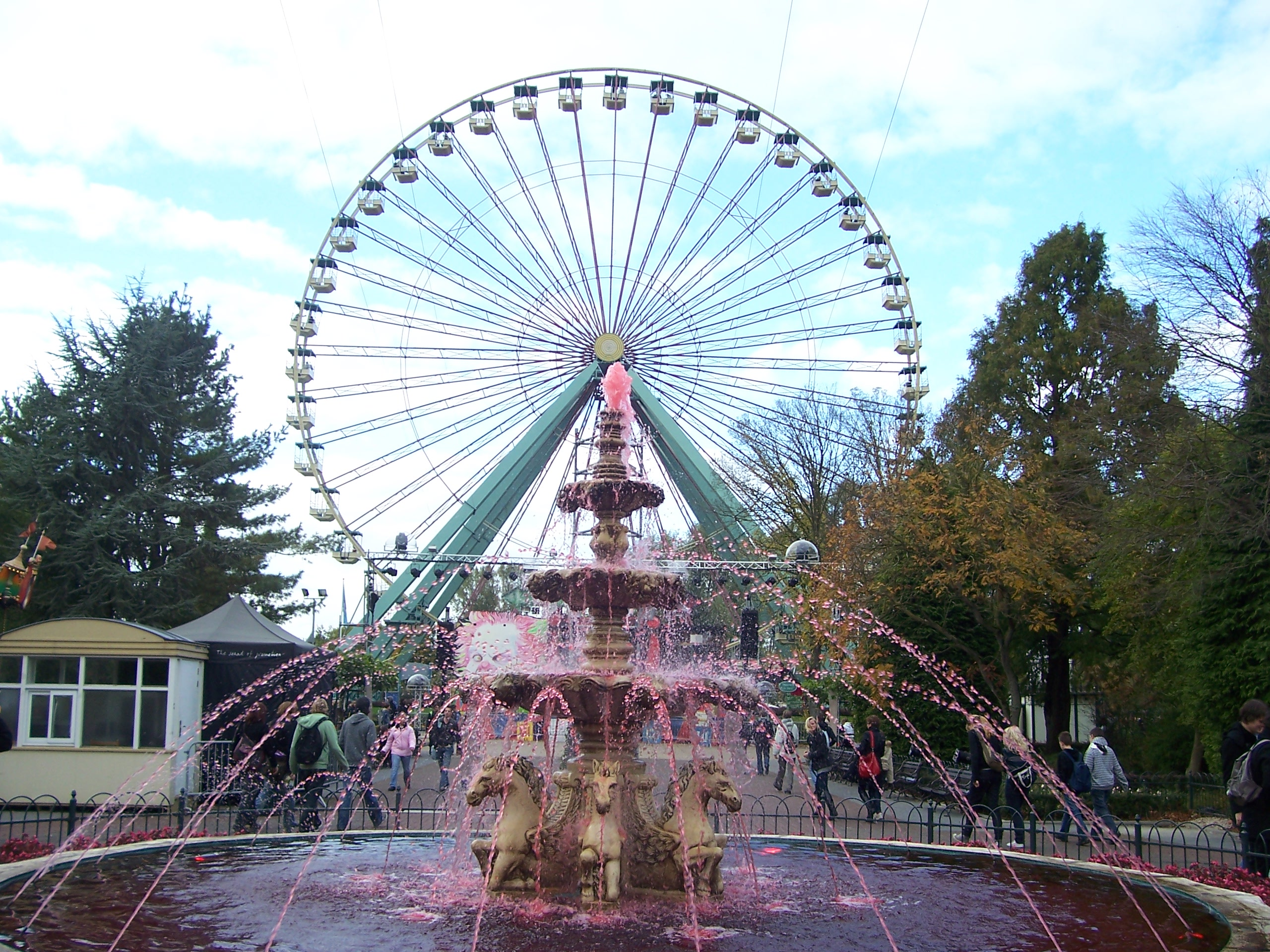
Het uiterlijk van de attractie tot en met 2014

Afbeeldingen · Lijst van attracties